# Скиве
Скиве (дат. Skive) — город в Дании, в области Центральная Ютландия, административный центр коммуны Скиве.
Расположен в северо-западной части полуострова Ютландия, на берегу Скиве-фьорда, который является частью Лим-фьорда, в устье реки Каруп-О. Скиве находится в 29 км к северо-западу от Виборга; в 36 км к северо-востоку от Струера; в 40 км к северо-востоку от Хольстебро; в 51 км к северу от Хернинга; в 92 км к юго-западу от Ольборга и в 94 км к северо-западу от Орхуса.
Население Скиве по данным на 1 января 2014 года составляет 20 505 человек.

## Галерея

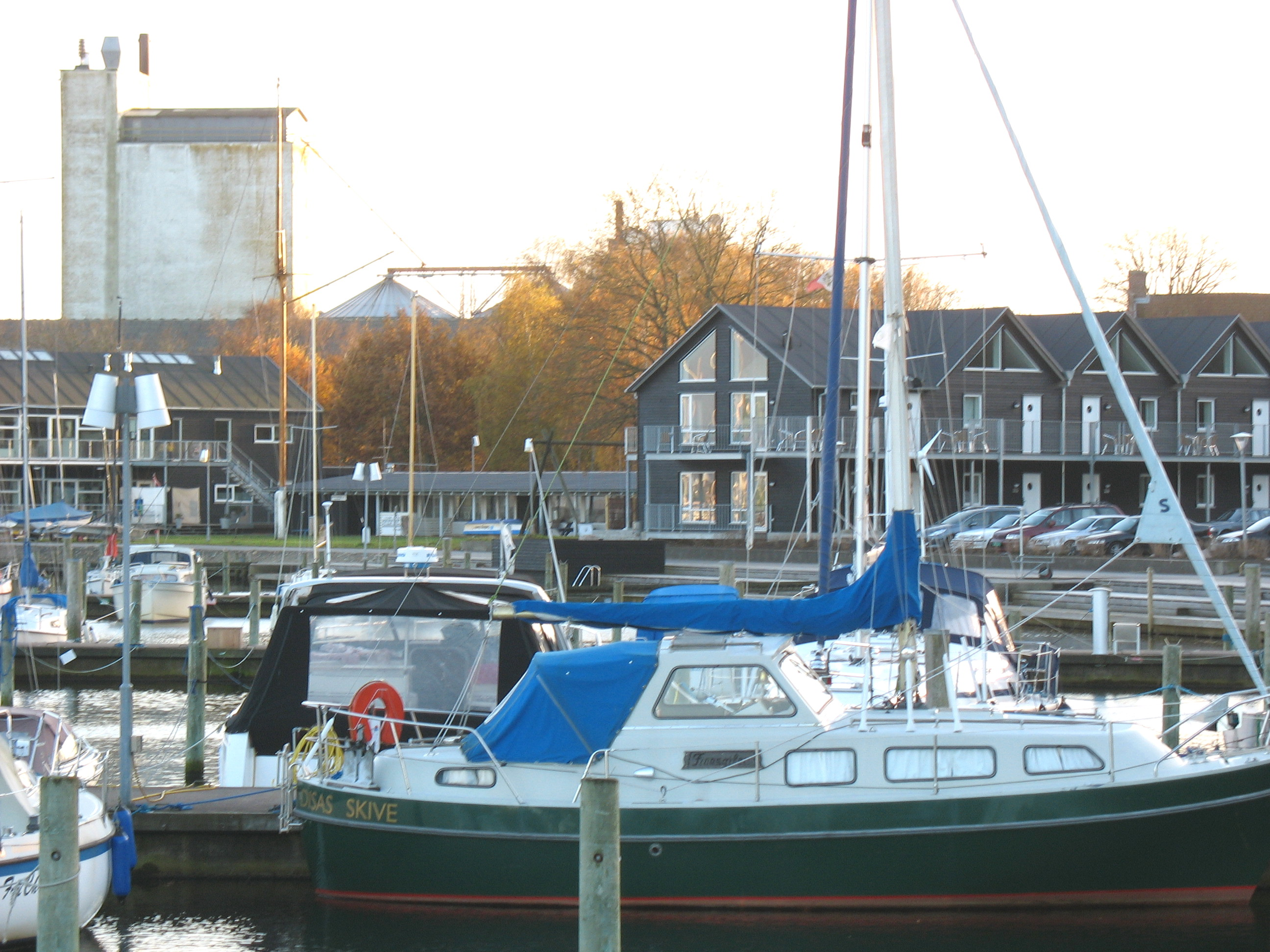
Стоянка яхт
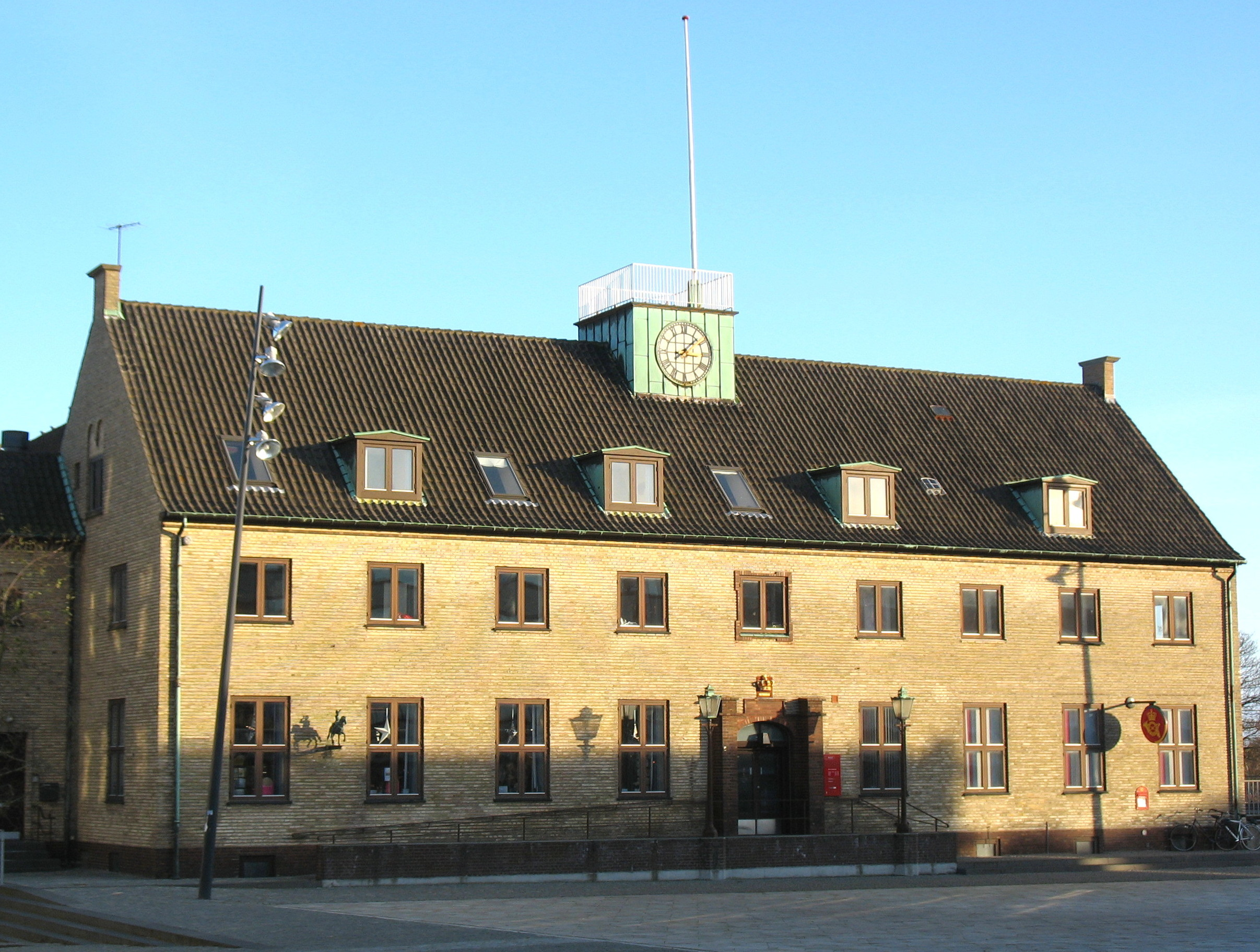
Городская почта
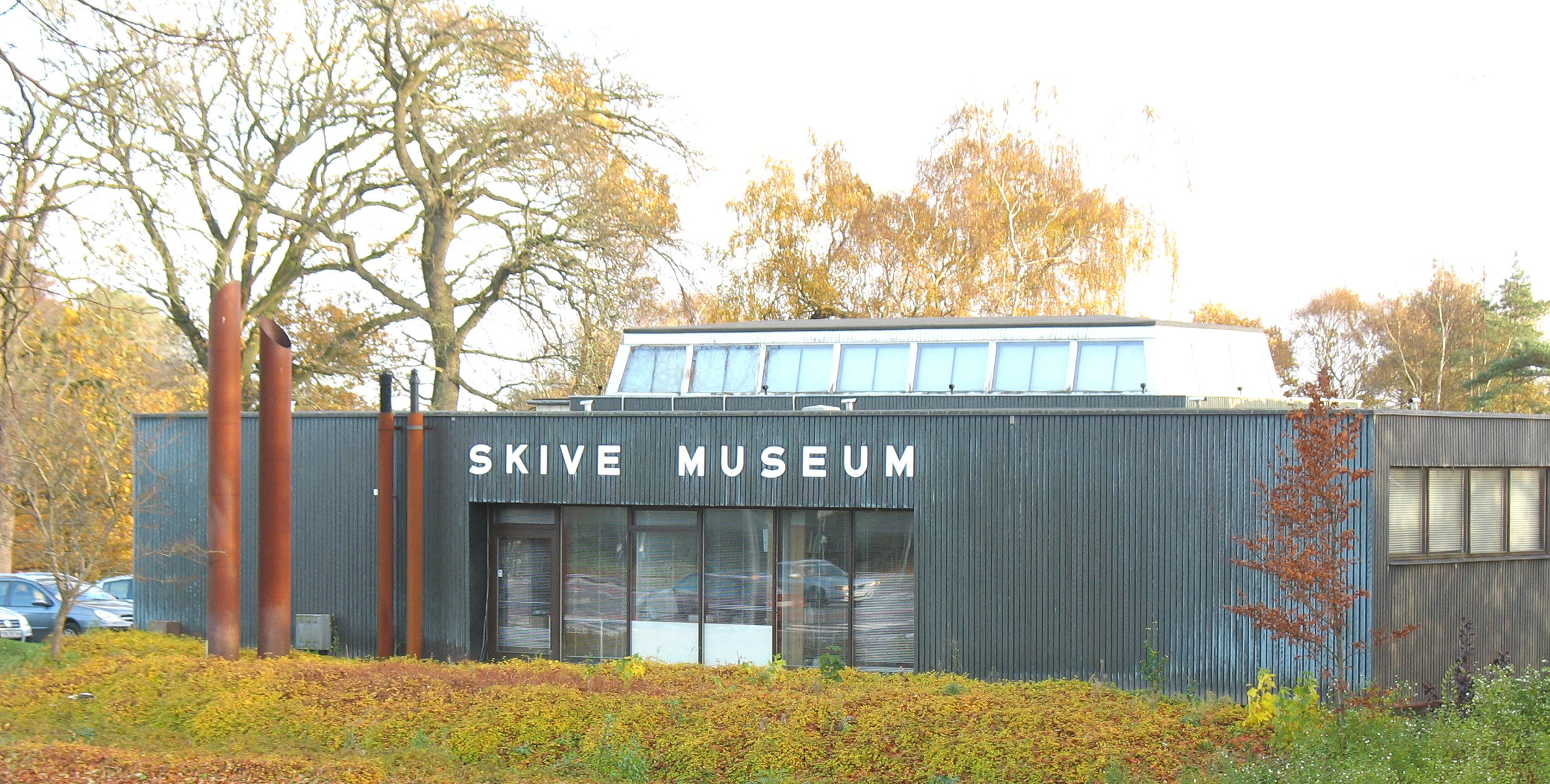
Музей Скиве